# Okinawa (wyspa)
Okinawa (jap. 沖縄本島 Okinawa hontō; główna wyspa Okinawa) – największa wyspa archipelagu Riukiu, znajdująca się w jego środkowej części, 1 084 253 mieszkańców (2006), pow. 1,21 tys. km², nizinna. Wyspę otaczają rafy koralowe.

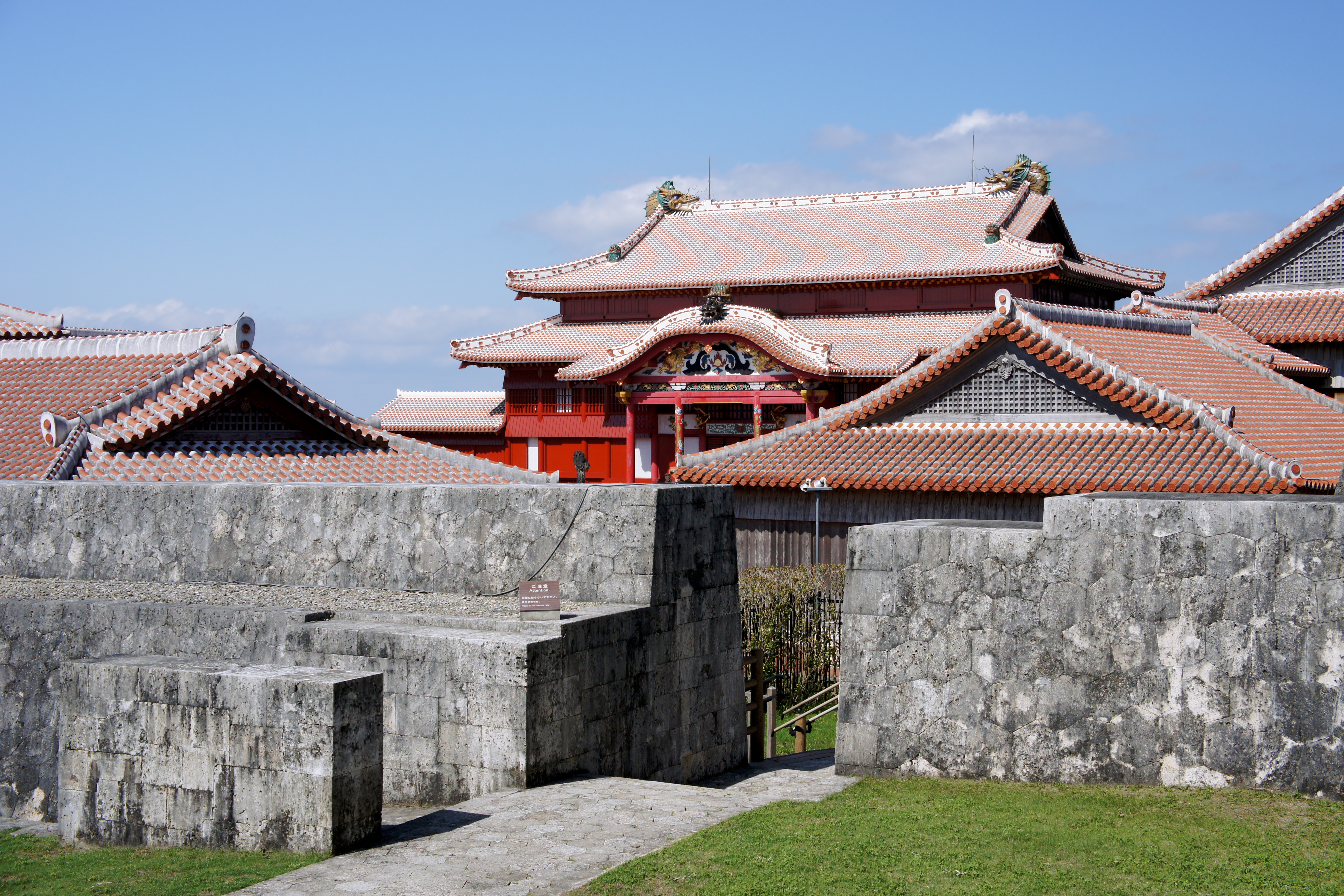
Zamek Shuri w Naha na Okinawie

Administracyjnie wyspa należy do japońskiej prefektury o tej samej nazwie.

## Gospodarka
Podstawą gospodarki wyspy jest rybołówstwo oraz uprawa ryżu, warzyw, batatów, trzciny cukrowej, bananów, ananasów, mandarynek. Na wyspie rozwinął się przemysł spożywczy, drzewny, włókienniczy i cementowy. Ważną rolę na wyspie odgrywa turystyka.

## Historia
Od 1187 roku na Okinawie istniało Królestwo Riukiu, które w 1872 roku zostało zaanektowane przez Japonię.
W czasie II wojny światowej na Okinawie doszło do wielkiej operacji desantowej wojsk amerykańskich, która spotkała się z zaciętą obroną Japończyków. Jest to jedno z nielicznych miejsc w Japonii, gdzie były prowadzone lądowe działania wojenne.
Podobnie jak pozostała część Japonii, Okinawa znalazła się pod okupacją amerykańską, ale trwała ona tu dłużej, niż na pozostałym obszarze kraju. Wyspa wróciła pod zarząd Japonii dopiero w 1972 roku.
Po wojnie umieszczono tu amerykańskie bazy wojskowe. Do chwili obecnej użytkowana jest m.in. największa na Dalekim Wschodzie amerykańska baza lotnicza Kadena. Stacjonowały tu amerykańskie samoloty zwiadu strategicznego SR-71 Black Bird i U-2. Z wyspy startowały superfortece B-52 do nalotów na Wietnam.

## Kultura
Okinawa ma własną kulturę tradycyjną (w muzyce – tradycyjne pieśni Okinawy), ale są też – za sprawą amerykańskich baz wojskowych – znaczące wpływy kultury amerykańskiej. Wyspa jest kolebką karate.

## Klimat
Wyspa Okinawa i okoliczne wyspy leżą w strefie subtropikalnej. Średnioroczna temperatura wynosi 22,4 °C. Latem temperatura sięga 27–32 °C, a w miesiącach zimowych 16–21 °C, lecz nigdy nie spada poniżej 10 °C. Prawie przez pół roku trwa pora deszczowa, lecz średnioroczne opady wynoszą 2000 mm. Wyspę nawiedzają tajfuny.